# Roland Dobrouchine
Roland Lvovitch Dobrouchine (russe : Рола́нд Льво́вич Добру́шин, en anglais Dobrushin) (20 juillet 1929 - 12 novembre 1995) était un mathématicien qui a apporté d'importantes contributions en théorie des probabilités, en physique mathématique, et en théorie de l'information.

## Biographie
Dobrouchine a obtenu son doctorat à l'Université d'État de Moscou sous la direction d'Andreï Kolmogorov.
En mécanique statistique, il a introduit (simultanément avec Lanford et Ruelle) les équations de Dobrushin-Lanford-Ruelle pour la mesure de Gibbs. En collaboration avec Kotecký et Shlosman, il a étudié la formation de gouttelettes dans des modèles de type Ising, fournissant une justification mathématique de la construction de Wulff.
Il était membre étranger de l'Académie américaine des arts et des sciences, de l'Academia Europæa et de l'Académie nationale des sciences.
Le prix Dobrushin a été créé en son honneur.

Dobrushin avec Harry Kesten et Rudolf Peierls à Oxford en 1993